# Genadedal

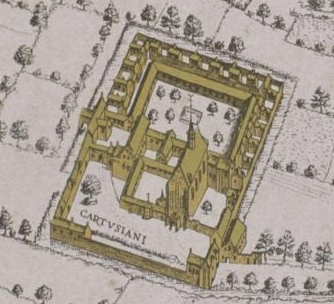
Detail van Marcus Gerards' kaart van Brugge (1562) waarop het kartuizerklooster te zien is.

Genadedal was een kartuizerklooster gevestigd in Sint-Kruis (1318-1609) en na de godsdienstoorlogen in Brugge (1609-1783).

## Stichting
In 1318 werd het klooster van de kartuizers in Brugge gesticht, als tweede van deze religieuze orde in het graafschap Vlaanderen, na dat van Herne bij Edingen.
Een groep vermogende burgers, van wie alleen de naam van Jan van Koekelare (†1333) bekend is, besliste toen een huis van de Orde van kartuizers te bouwen, opdat daar zou worden gebeden voor hen, hun ouders en hun nakomelingen.
Jan van Koekelare schonk het Coolstick, ongeveer 6.000 m², gelegen buiten Brugge, nabij de Kruispoort. Hij stamde uit een vermogende familie en was priester, verbonden aan de Onze-Lieve-Vrouwekerk in Brugge. Hij werd als de stichter beschouwd en in het kloosterdomein begraven.
Onder de eerste belangrijke weldoeners van het klooster bevonden zich de familie Van der Beurze en Gillis van Aartrijke. Toen het klooster kon in werking treden had het al 4 ha in eigendom, dankzij schenkingen van percelen die zich naast het Coolstick bevonden.

## Eerste jaren
De eerste kartuizers die er hun intrek namen waren drie monniken uit het klooster van Sint-Omaars, geleid door Jan van Maldegem (†1324) die prior werd. Een van de eerste ingetredenen was de rijke Michiel Celiau (†1337), die in 1328 naar Gent overstapte om er de eerste prior van het kartuizerklooster Koningsdal te worden en in 1334 prior van Genadedal werd. Hij bouwde niet alleen zijn eigen kloostercel maar schonk ca. 9 ha grond in Zande, alsook de opbrengst van een molen. Hij kocht nog eens 6 ha grond in Zande, Moere en Zuid-Zevekote die hij in cijnspacht gaf aan de bisschop van Doornik. Met de opbrengst wilde hij de hoeve die hij vroeger bewoonde ombouwen tot een buitenverblijf voor de Brugse kartuizers.
In 1320 waren er al een tiental monniken. Onder hen Jan de Backere, die voordien prior was van de Sint-Andriesabdij van de benedictijnen en in 1324 de tweede prior van Genadedal werd. Ook de proost van de Sint-Martinuskerk in Ieper, Daniel van der Elst (†1422) werd kartuizer.
De eerste prior van langere duur was Willem Busere, van 1340 tot 1350. In 1351 trad Jan Repere als eerste 'klerk-reddiet' in, dat was iemand die in een verzachte wijze het leven van de koormonniken volgde, zonder stemrecht of uitoefening van een ambt. Van 1350 tot 1371 (met een korte onderbreking) was Paul Aernoud prior. Na hem volgde Franco Du Bois, die van de Grande Chartreuse kwam, maar na een paar jaar vertrok om een nieuw kartuizerklooster te stichten bij Doornik.

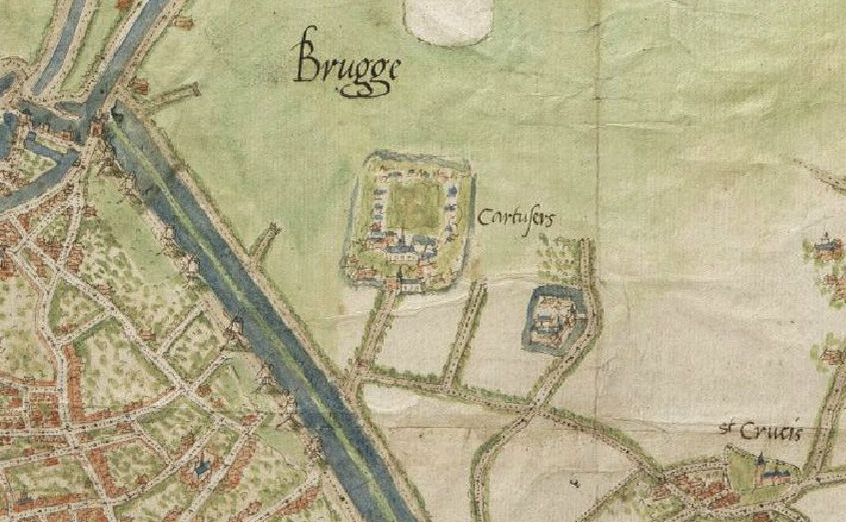
Het Genadedal op de kaart van Jacob van Deventer (1558).

Tijdens de veertiende eeuw werd het klooster door drie onheilen getroffen. Het eerste bestond uit de talrijke overstromingen in Zeeuws-Vlaanderen die de eigendommen van het klooster zwaar troffen. Het tweede was het oprukken van opstandige Gentse troepen tussen 1379 en 1385. Het derde onheil trof het klooster in het hart, door de onenigheid als gevolg van het Westers Schisma, tussen voorstanders van de paus van Rome en die van de paus van Avignon.
In 1454 trad Pieter II Adornes als klerk-reddiet toe en schonk het klooster een aantal boeken. In 1491 werd zijn zoon, Maarten II Adornes prior en dit tot in 1507.
Ten gevolge van de ontbinding van de kloosters onder Hendrik VIII van Engeland werden de Brugse kartuizers vervoegd door een kolonie Engelse kartuizers in 1538, waarvan er enkelen terugkeerden onder het beleid van de katholieke Maria Tudor. Wanneer de protestantse Elizabeth echter de troon besteeg keerden de Engelse kartuizers met hun prior, Maurice Chauncy, naar het Genadedal terug. Ze verbleven er tot 1569 wanneer ze een eigen woonst verkregen binnen de stadsomwalling.

## De moeilijke periode: 1578-1609
De godsdiensttwisten lieten hun invloed gelden binnen Genadedal. Het klooster werd in 1578 verwoest toen het calvinistisch regime zich in Brugge en omliggende installeerde, waarna de monniken een schuiloord vonden in de Carmersstraat in Brugge.
In 1580 werd prior Jan van Ieper afvallig en ging in Gent wonen met een uitgetreden non. Tot in 1584 leefden de monniken verspreid en zonder leiding. Toen werd Hercules van Winckele als nieuwe prior aangesteld en groepeerde hij weer de monniken in een voorlopig klooster in de Jeruzalemstraat.
Onder prior Gisbert van Bauwhuysen kregen de kartuizers in de Langestraat het Sint-Obrechtsgodshuis in eigendom, door een decreet van aartshertog Albrecht. De voorwaarde was dat ze aan de vier laatste begijnen en aan de inwonende twaalf uit Aardenburg gevluchte grauwzusters een nieuw onderdak moesten verschaffen en ze moesten onderhouden. Het onderdak werd gevonden in het refugehuis in de Carmersstraat waar de kartuizers destijds zelf hadden geschuild. Het onderhoud van de kloosterzusters gebeurde minder vlot en gaf zelfs aanleiding tot een paar rechterlijke procedures. In 1609 namen de kartuizers hun intrek in het vroegere infirmeriegebouw, dat ze wat oplapten, alvorens te beginnen aan de bouw van een volledig nieuw klooster.

## Het klooster in de Langestraat: 1609-1783
Prior van Bauwhuysen bestuurde degelijk. Op de gronden van het vroegere klooster in Sint-Kruis legde hij een boomgaard aan die goede opbrengsten opleverde. Hij breidde de bibliotheek van het klooster uit. Hoewel het klooster het niet breed had gaf hij opvallend veel uit aan aalmoezen.
Onder prior Jan Pipenpoy werd een volledig nieuw klooster gebouwd. De eerstesteenlegging vond plaats op 27 juli 1635. In 1776 werd de nieuwe kerk, toegewijd aan de heilige Bruno, ingewijd. Tijdens de hele zeventiende en achttiende eeuw volgden de priors elkaar aan een snel tempo op.

## Opheffing in 1783
Vanaf 1780 werden in de regeringskringen in Brussel de opheffing van de 'onnuttige kloosters' (in de eerste plaats de contemplatieven) voorbereid.
In april 1782 werd de inventaris opgemaakt van de roerende en onroerende goederen van alle op te heffen kloosters. Op 17 maart 1783 werden alle contemplatieve kloosters opgeheven, met inbegrip van Genadedal. De valide monniken, onder de tien die nog het klooster bevolkten, kozen ervoor om voortaan als seculiere priester door het leven te gaan.
De ganse inboedel en de eigendommen werden openbaar verkocht. De kloostergebouwen werden overgedragen aan het regiment van Vierset dat er zijn militaire opleidingen in onderbracht.

## Behoud van het erfgoed
Tot in de jaren 1970 fungeerden de vroegere gebouwen van het kartuizerklooster als kazerne en heel wat bijkomende gebouwen werden in de loop der jaren opgericht, voornamelijk langs de Kazernevest. Toen Defensie de kazernes verliet, werd beslist op die plek een nieuw gerechtshof te bouwen. In principe zouden de aanwezige gebouwen met de grond worden gelijk gemaakt.
Acties gevoerd door de vereniging voor erfgoedzorg Marcus Gerards en ondersteuning door het stadsbestuur van Brugge maakten dat wat aan gebouwen van het vroegere kartuizerklooster was overgebleven, behouden werd en in zijn waarde hersteld. Het betrof:
- De Sint-Brunokapel, eigenlijk een kerk van redelijk groot formaat, die twee eeuwen als paardenstal had gediend. Het merkwaardige gebouw werd grondig gerestaureerd en dient als assisen- en conferentiezaal.
- De enige overgebleven kloostergang rond het kloosterpand werd gerestaureerd als wandelgang in relatie tot de assisenzaal.
- Het gastenhuis werd eveneens hersteld en in gebruik genomen door de Orde van Advocaten.
- Het poortgebouw, kant Langestraat, werd behouden en hersteld.